# هیروكليز
هیروكليز (بالإغريقية: Ἱεροκλῆς)‏ كان جغرافيًا بيزنطيًا من القرن السادس، وإليه يُنسب كتاب «رفيق السفر» Synecdemus أو Synekdemos (بالإغريقية: Συνέκδημος)‏ «سيناكديموس»، المحتوي على جدول التقسيم الإداري للإمبراطورية البيزنطية وقوائم المدن فيها.لا يُعرف غير هذا عن المؤلف. يرجع تاريخ الكتاب لعهد جستنيان ولكن قبل عام 535، حيث يقسم 912 مدينة مدرجة في الإمبراطورية بين 64 أبرشية. ولذا فإن كتاب «رفيق السفر» من أهم الآثار التي وصلتنا عن الجغرافيا السياسية للشرق في القرن السادس. كتاب هيروكليز وكتاب ستيفانوس البيزنطي كانا مصدرين رئيسيين لتقسيم قسطنطين السابع الإداري في الثيمات (De Thematibus).
نشر جوستاف بارثي الكتاب في برلين عام 1866 ثم في نص صححه A. Burckhardt في سلسلة Teubner (لايبزيغ، 1893). أحدث إصدار كان لـ E. Honigmann بعنوان (Le Synekdèmos d'Hiéroklès et l'opuscule géographique de Georges de Chypre ؛ Brussels، 1939).
لا ينبغي الخلط بين سيناكديموس هیروكليز وكتاب الصلاة الأرثوذكسي الذي يحمل نفس الاسم.